# Portrait de femme (Dossi)
Pour les articles homonymes, voir Portrait de femme.
Le Portrait de femme est un tableau peint par Dosso Dossi vers 1530-1535. Il provient de la collection Farnèse à Parme et a été la propriété du roi de Naples avant d'être acquis pas le duc d'Aumale. Il est actuellement conservé au Musée Condé.

## Historique

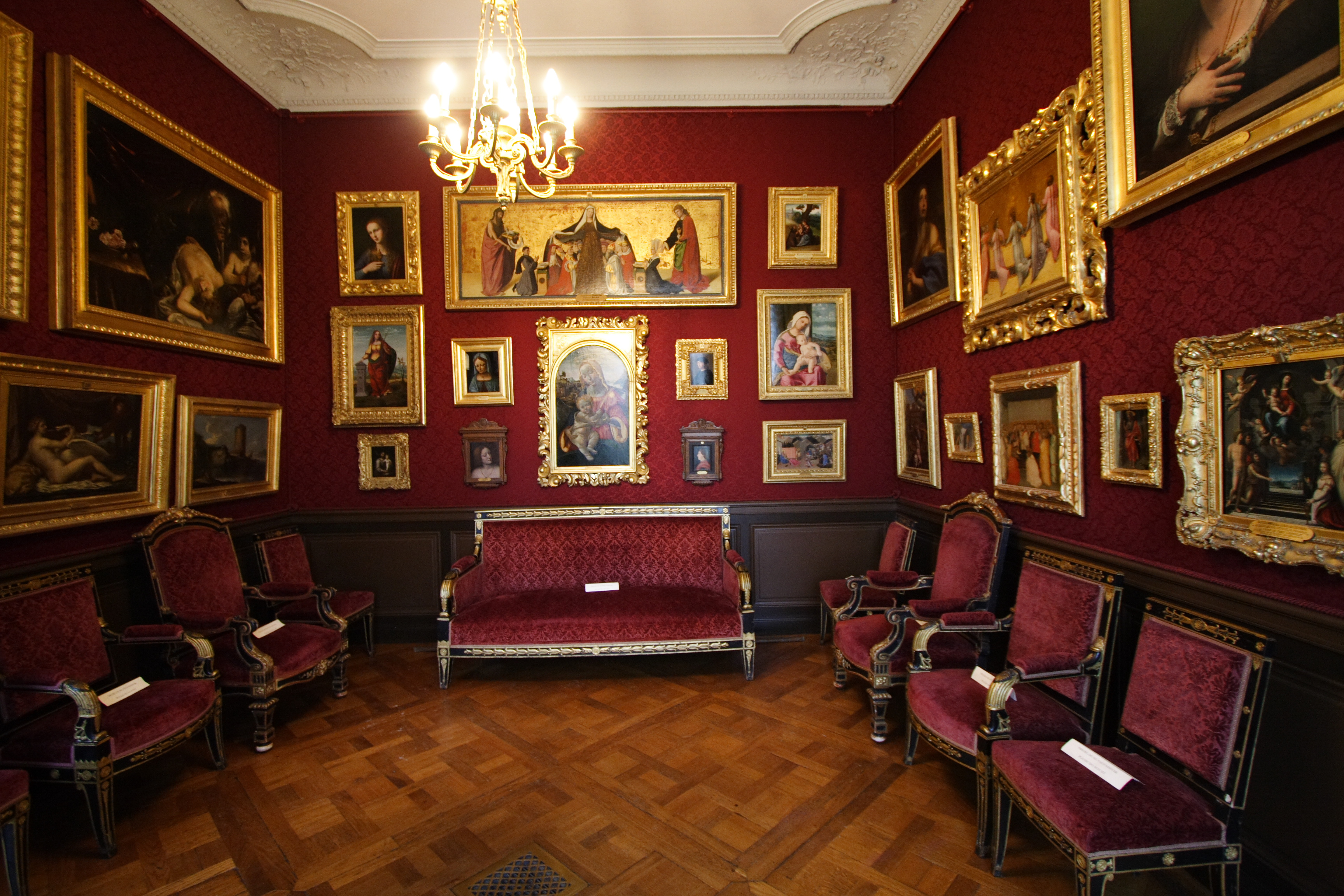
Cabinet du Giotto, où est conservé le tableau au musée Condé.

Le tableau est pour la première fois signalé de manière précise dans l'inventaire des collections du Palazzo della Pilotta à Parme en 1708. Il provient de la collection Farnèse, conservée dans cette même ville depuis au moins 1680 au sein du palais du Jardin. Il a été acquis par cette famille probablement à la suite de confiscations au début du XVIIe siècle. L'ensemble de cette collection est envoyée à Naples en 1734, après l'avènement de Charles de Bourbon en tant que roi de Naples. Il l'a hérité de sa mère Élisabeth Farnèse, mariée à Philippe V d'Espagne. Par héritage, il entre dans les collections de Léopold de Bourbon-Siciles, prince de Salerne, fils de Ferdinand Ier. En 1854, sa collection est mise en vente et acquise en bloc par son neveu, Henri d'Orléans, duc d'Aumale, alors en exil en Angleterre. Le tableau en rapatrié en France en 1871 et installé dans son château de Chantilly. Il est actuellement conservé au sein du musée Condé dans les mêmes lieux depuis sa donation à l'Institut de France et son ouverture en 1897, au sein du cabinet dit « du Giotto » dans le Logis.

## Attribution
Lorsqu'il est mentionné pour la première fois en 1680 sous l'attribution à Giulio Clovio. Les inventaires suivant le donnent à Giulio Romano. C'est sous ce nom qu'il est acquis par le duc d'Aumale. Bernard Berenson en 1932 l'attribue pour la première fois à Dosso Dossi. Felton Gibbons dans sa monographie consacrée au peintre préfère y voir une copie d'atelier d'après un original perdu. Il s'agissait selon lui d'un pendant du Portrait d'homme conservé au Fitzwilliam Museum de Cambridge. La restauration du tableau en 1984, qui a supprimé de nombreux repeints et a permis de lui redonner ses couleurs d'origine, a conforté l'attribution au maître lui-même. On y observe un œil très linéaire, caractéristique du peintre, qui se retrouve dans d'autres portraits attestés comme le Portrait d'homme au cinq bagues (Hampton Court) et le Portrait d'un guerrier (Fogg Art Museum). Le traitement des détails du costume rappellent ceux des femmes présentes dans l'Allégorie d'Hercule (Musée des Offices), ainsi le Portrait d'homme du Musée du Louvre.

Autres peintures de Dosso Dossi comparables au portrait de femme
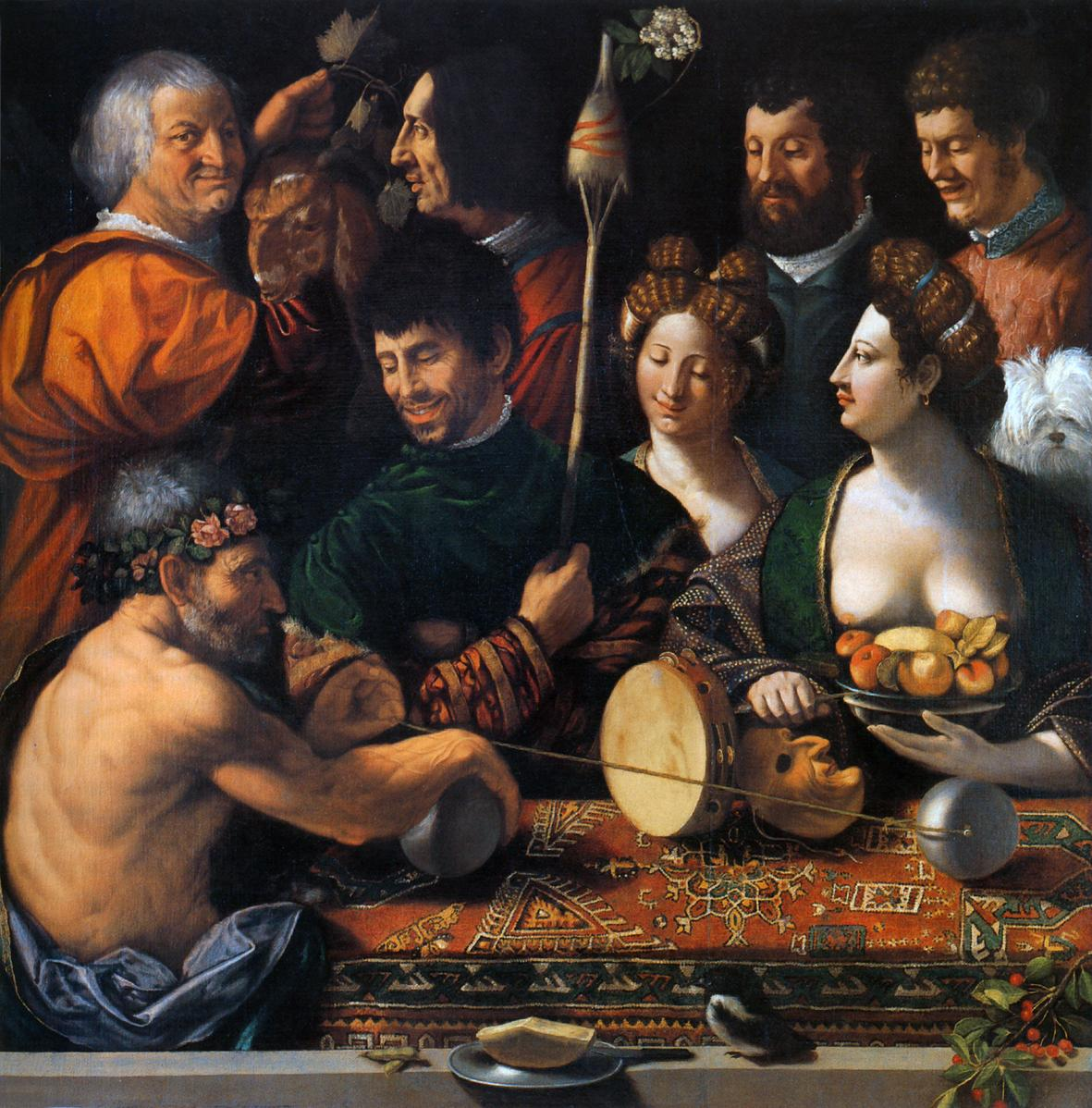
Allégorie d'Hercule, Musée des Offices, Florence.
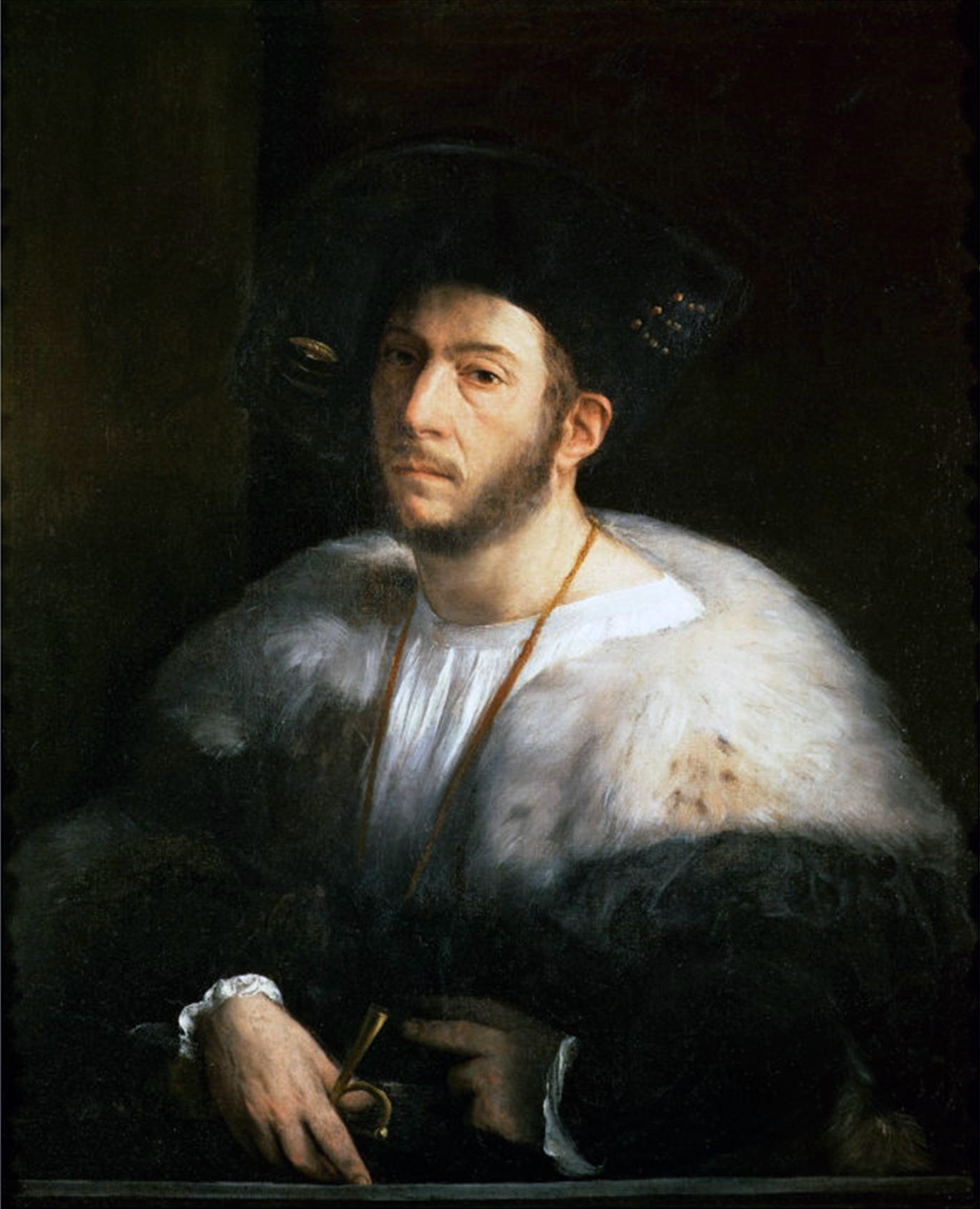
Portrait d'homme, Musée du Louvre, Paris.

## Analyses et identification
Le modèle n'est pas identifié formellement. Il porte une coiffure très élaborée qui était à la mode à Mantoue. Elle se retrouve dans le Portrait de Margherita Paleologo peint par Giulio Romano (Château de Windsor) et Dosso Dossi a été fortement influencé par ce dernier pour son tableau. Le tableau pourrait avoir été peint en Émilie, peut-être à Ferrare ou Parme, vers 1530-1535.

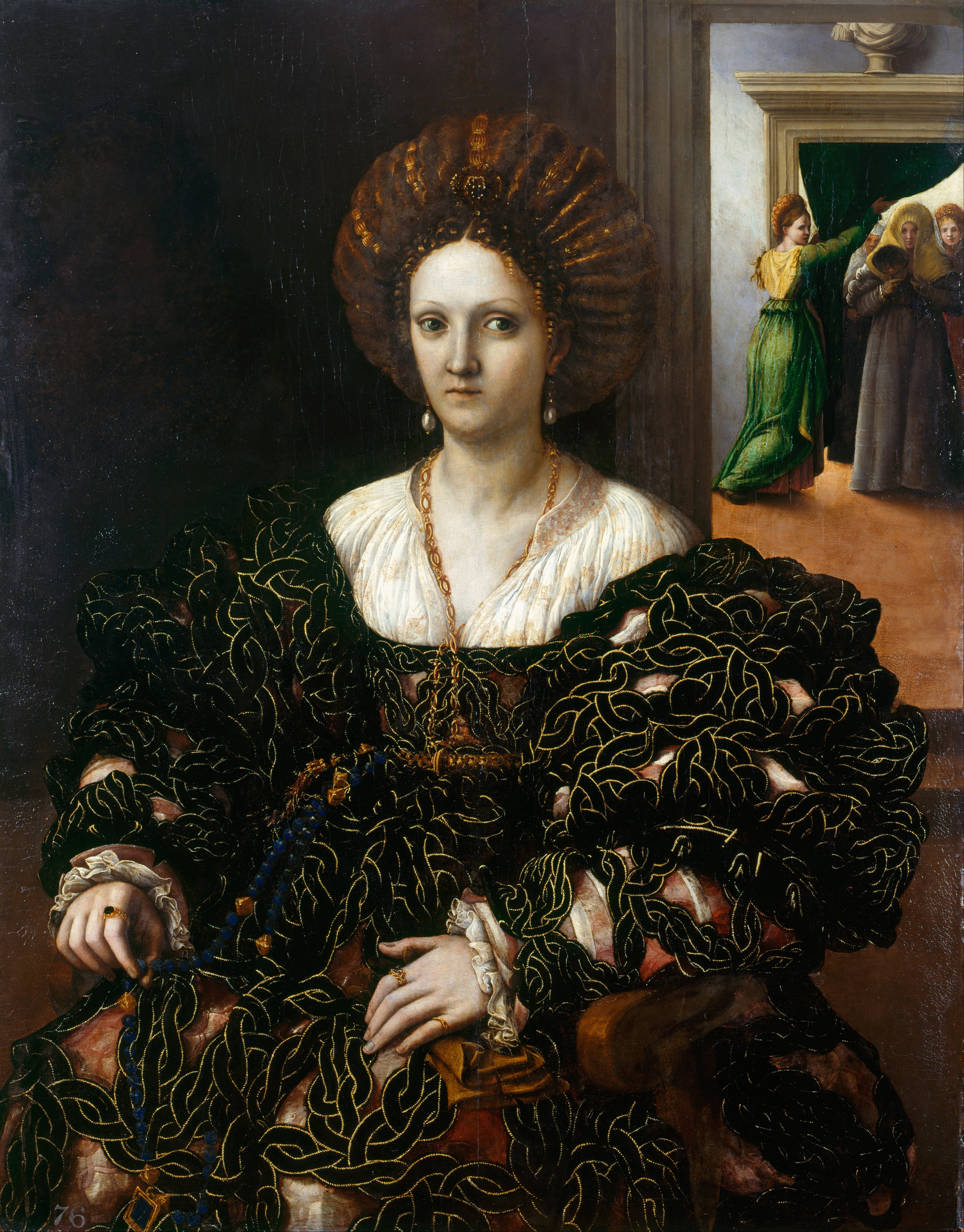
Portrait présumé de Margherita Paleologo, Giulio Romano, château de Windsor.
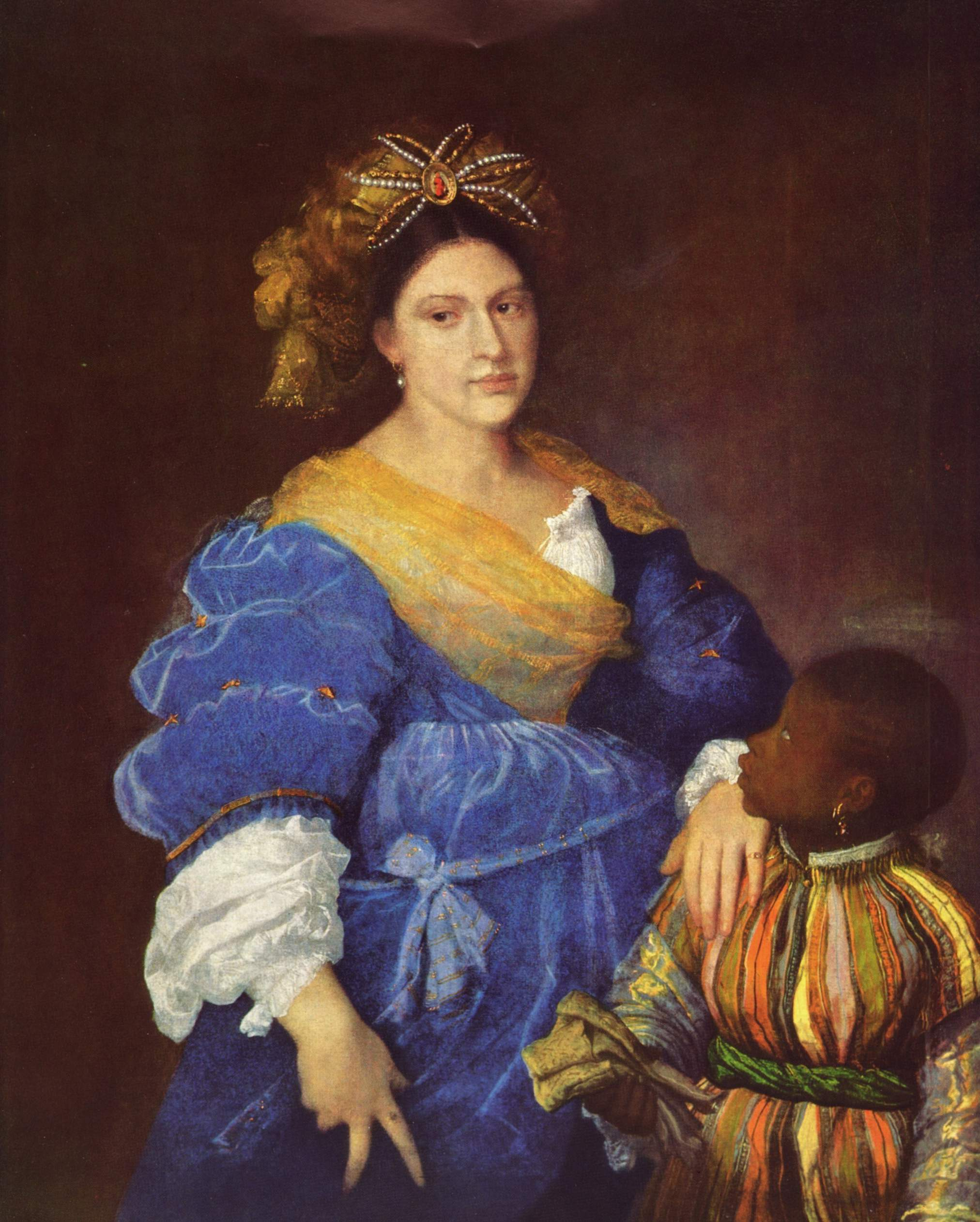
Portrait de Laura Dianti par Titien, collection Kisters, Kreuzlingen

Alessandro Ballarin voit aussi l'influence de Raphaël et notamment du Portrait de femme de Strasbourg et a proposé de comparer aussi ce tableau avec le portrait de Laura Dianti réalisé par Titien vers 1523 (collection Kisters, Kreuzlingen). D'après lui, il s'agirait du même modèle.